# Dinamo (grup de música)
Dinamo és un grup de música de ska/latin mallorquí format l'any 2004. És una banda multicultural, que des de l'illa de Mallorca continua expandint la seva música arreu del món. El pols inconfusible de Dinamo es genera gràcies a la fusió de ritmes com l'ska, el rock, el reggae, la cúmbia, el tango o el cuarteto. Va començar essent un quintet, que més tard van ampliar a septet amb la incorporació de Pep Aspas i Miquel Gayà. Es tracta d'un grup de projecció internacional; han actuat a Mèxic, Colòmbia, el Regne Unit, els Estats Units, Japó, etc.

## Components
- Federico Fossati, lletres, veu i guitarra
- Joan Roca, baix
- Markus Herrada, teclat i cors
- Jaume Cerdà, trompeta i cors
- Javi Sánchez, bateria
- Pep Aspas, percussió
- Miquel Gayà, trombó[1][2]

## Història
Han fet gires pels festivals i sales més prestigiosos d'Europa, Mèxic, els Estats Units i el Japó. Tenen 4 discs enregistrats al llarg de 12 anys; el seu primer àlbum DESEQUILIBRIO, va ser publicat al 2007, dotze temes. El segon disc ZOO DIGITAL, publicat al 2009, deu temes. El seu quart disc QUILOMBO, publicat al febrer de 2014, dotze temes. Nou àlbum AHORA BAJO Y ARREGLO TODO, publicat al juny del 2017, deu cançons.